# Great Barrier Island
Great Barrier Island (maorsky Aotea, česky Velký bariérový ostrov) se nachází cca 100 km severovýchodně od Aucklandu a cca 17 km severně od poloostrova Coromandel v Tichém oceánu v Aucklandském regionu na Novém Zélandu. Je šestým největším ostrovem na Novém Zélandu. Rozkládá se od severu jihu po délce cca 35 km a zabírá plochu 285 km². Od poloostrova Coromandel je oddělen Colvillským průlivem. Žije zde cca do 950 obyvatel povětšinou na pobřeží. Ekonomika ostrova souvisí se zemědělstvím a cestovním ruchem.

## Další informace
Existují zde pouze 3 základní školy a jiné vzdělání se uskutečňuje jinde. Největší sídlo (osada) ostrova je přístav Tryphena na jihu. Další významné osady jsou Puriri Bay, Okupu, Claris, Whangaparapara, Port Fitzroy, Okiwi a Motairehe. Nacházejí se zde 3 letiště a trajektové spojení je z přístavu Tryphena. Nejvyšším bodem ostrova je hora Mount Hobson (Hirakimatā) s nadmořskou výškou 627 m. Great Barrier Island je také obklopen menšími ostrovy.

## Galerie

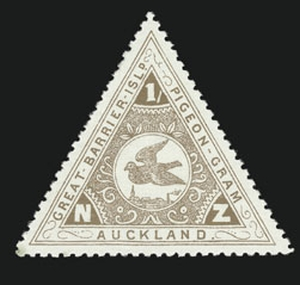
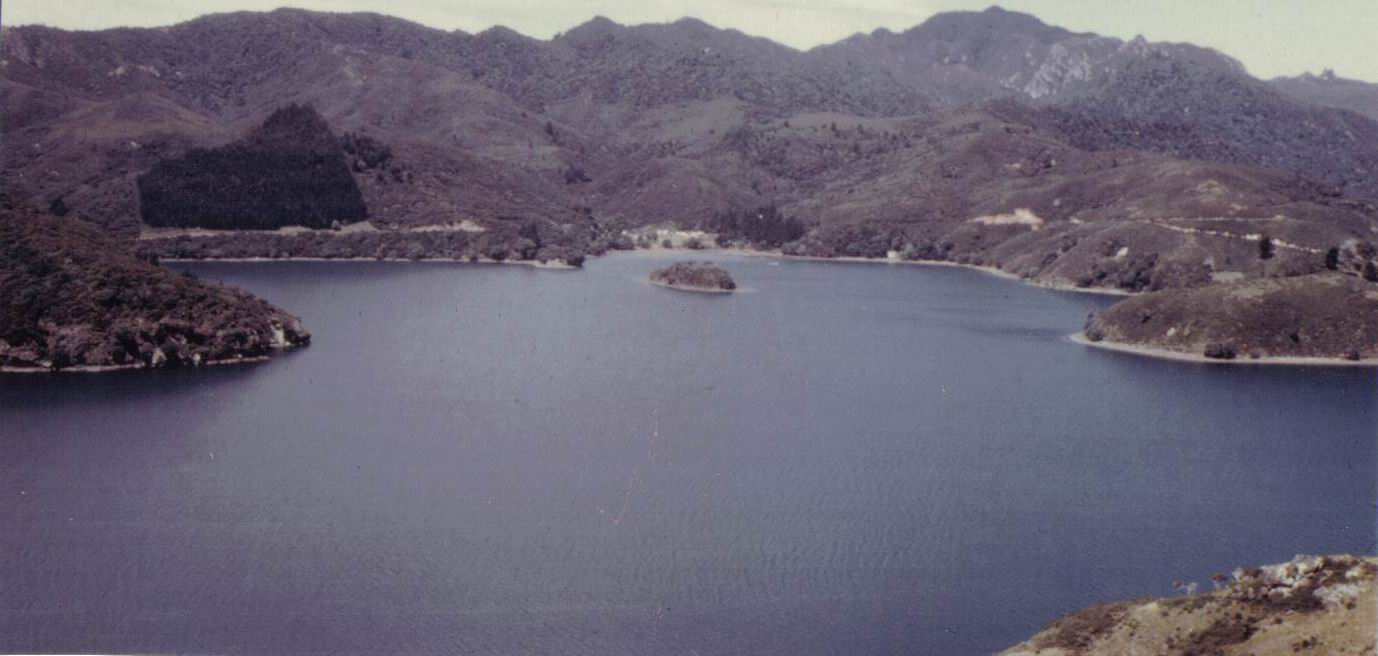
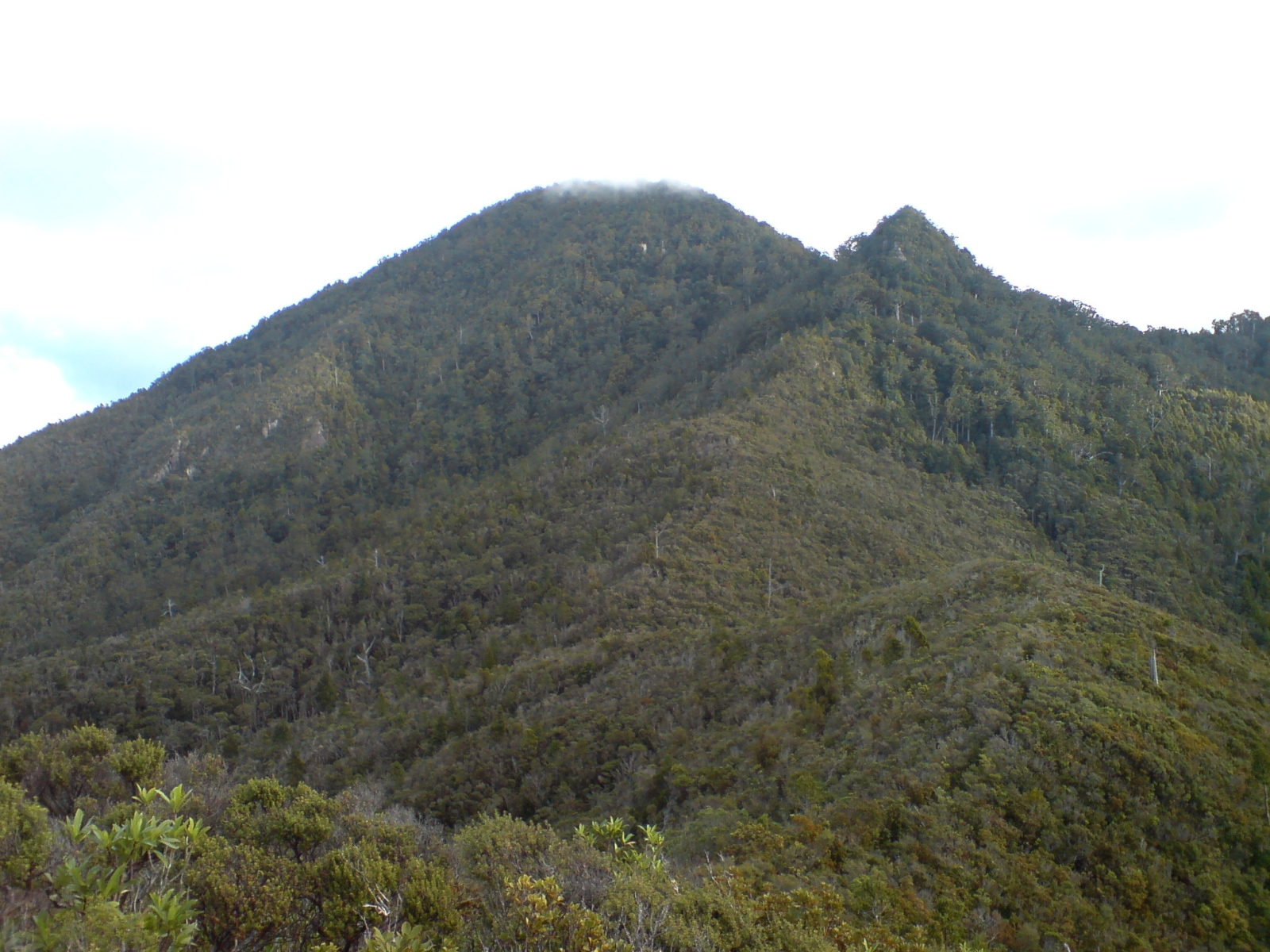
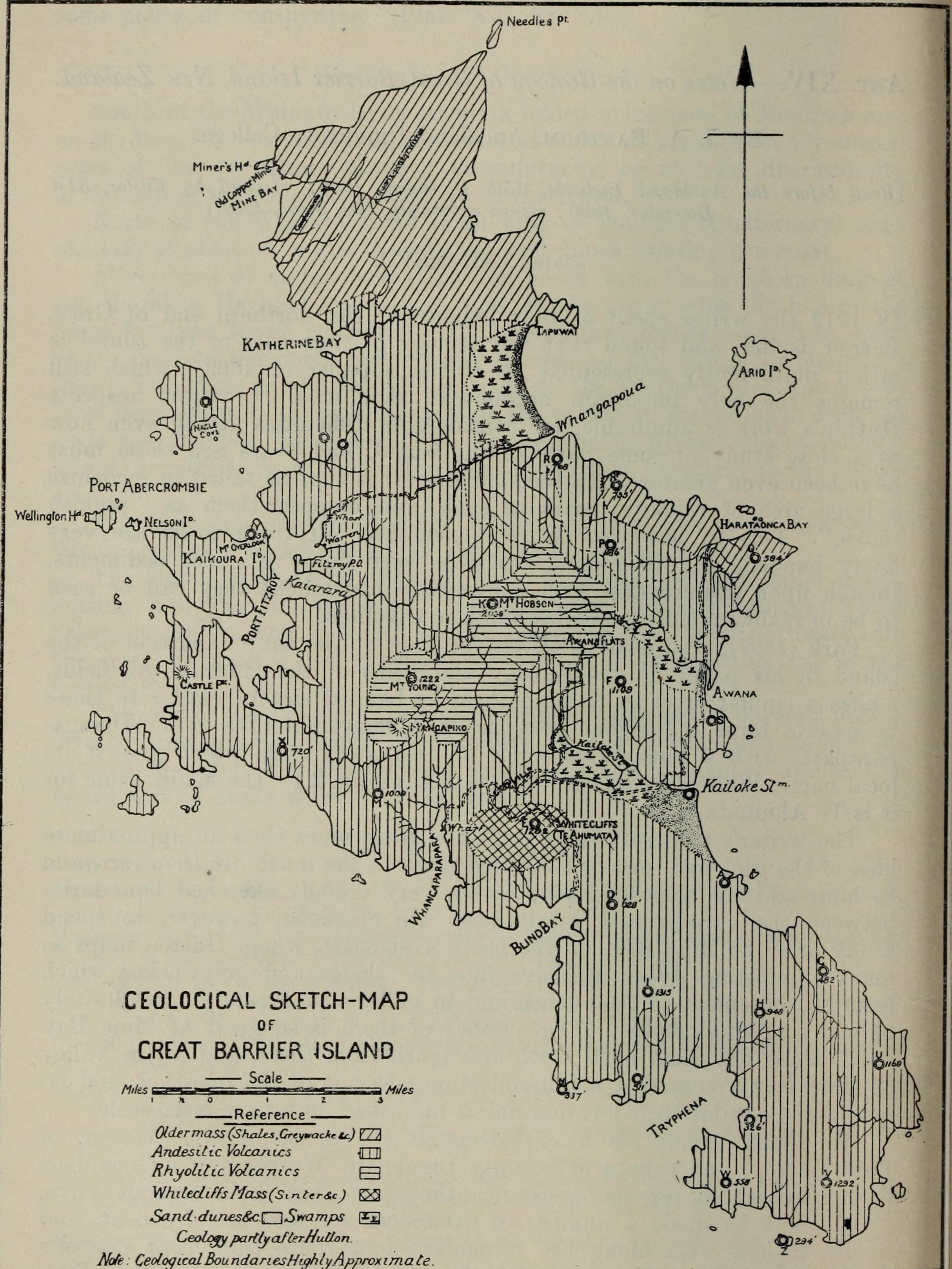
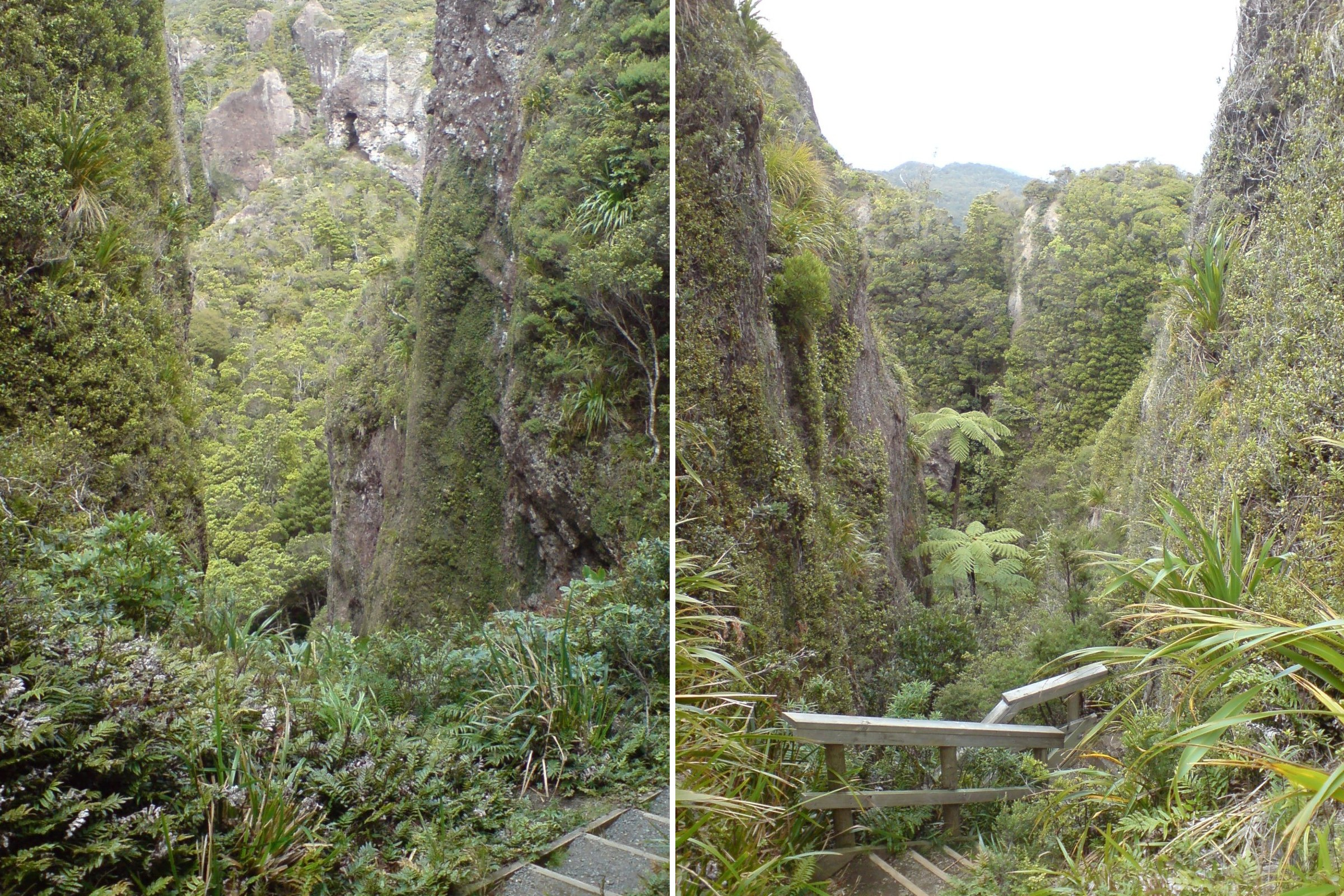